# Susanne Rode-Breymann

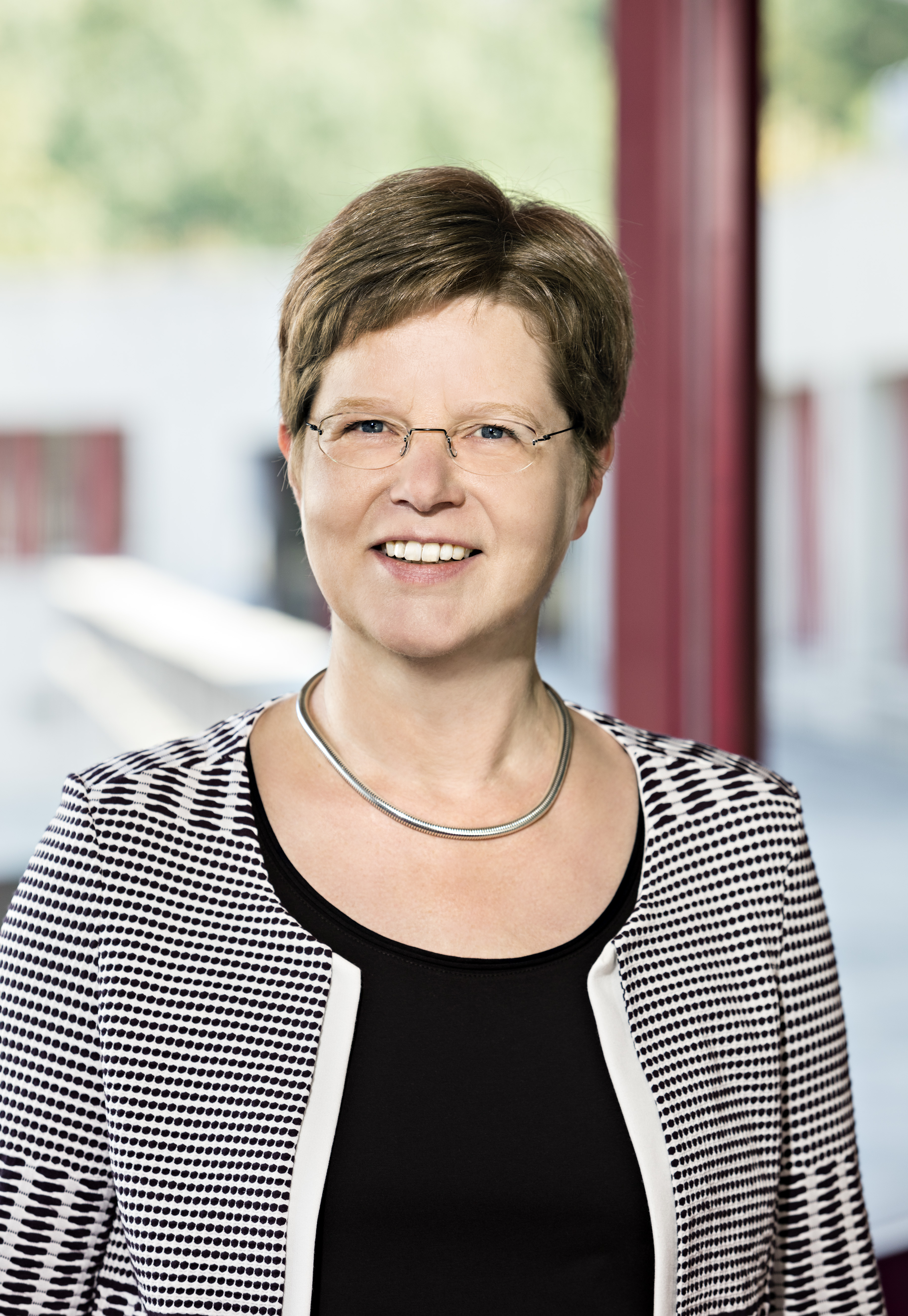
Susanne Rode-Breymann (2016)

Susanne Rode-Breymann (* 1958 in Roydorf (heute: Winsen (Luhe)) ist eine deutsche Musikwissenschaftlerin. Sie war von 2010 bis 2024 Präsidentin der Hochschule für Musik, Theater und Medien Hannover sowie von 2006 bis 2024 Leiterin des Forschungszentrums Musik und Gender.

## Leben
Susanne Rode-Breymann studierte in Hamburg Alte Musik sowie Musikerziehung an der Musikhochschule sowie Musikwissenschaft, Kunstgeschichte sowie Literaturwissenschaft an der Universität und wurde 1988 mit einer Dissertation über Alban Berg und Karl Kraus promoviert. Sie war wissenschaftliche Mitarbeiterin an den Universitäten Bayreuth (1988 bis 1992) und Bonn (1992 bis 1996), forschte als Stipendiatin der Paul-Sacher-Stiftung 1989 in Basel über Anton Webern und habilitierte sich 1996 an der Hochschule für Musik und Theater Hannover mit Schriften zum Musiktheater der Zwischenkriegsjahre. Von 1996 bis 1999 lehrte sie als Hochschuldozentin an der Musikhochschule Hannover und hatte von 1999 bis 2004 einen Lehrstuhl für Historische Musikwissenschaft an der Hochschule für Musik Köln inne (mit zahlreichen künstlerisch-wissenschaftlichen Projekten wie z. B. der Wiederaufführung von Giovanni Bononcinis Il ritorno di Giulio Cesare unter der Leitung von Konrad Junghänel). Sie ist seit dem 1. Oktober 2004 Professorin für Historische Musikwissenschaft an der Hochschule für Musik und Theater Hannover und war dort von Juli 2006 bis Juli 2008 Vizepräsidentin. Neben umfangreicher Gutachter- und Gremientätigkeit leitet sie unter anderem die Fachgruppe Musikwissenschaft an Musikhochschulen der Gesellschaft für Musikforschung. Im Februar 2010 wurde sie zur neuen Präsidentin der Hochschule gewählt, ein Amt, das sie bis zum 31. März 2024 innehatte. 2018 erschien für Susanne Rode-Breymann eine Festschrift. 2024 übernahm sie für fünf Jahre innerhalb des Bayerischen Spitzenprofessurenprogramms eine Gastprofessur an der Hochschule für Musik Nürnberg.
2021 kandidierte sie für den Stadtrat der Stadt Hannover für die FDP. Auf Vorschlag der niedersächsischen FDP-Fraktion wurde Breymann zum Mitglied der 17. Bundesversammlung gewählt.

## Forschung

### Forschungszentrum Musik und Gender
Seit November 2006 leitet Susanne Rode-Breymann nach zweijähriger Planungsphase das Forschungszentrum Musik und Gender (fmg) an der Hochschule für Musik und Theater Hannover. Diese Forschungseinrichtung bietet als wissenschaftliches Forum die Möglichkeit, neue und ungewohnte Blicke auf Musikkulturen in Geschichte und Gegenwart zu erproben. Neben der Erschließung von Leben und Werk bislang zu Unrecht vernachlässigter Komponistinnen und Interpretinnen rücken dabei zwangsläufig gesamtkulturelle und gesellschaftlich-soziale Prozesse in den Mittelpunkt der Aufmerksamkeit: So gilt es, die wissenschaftliche Durchdringung der engen Verzahnung von musikalischer Produktion, Rezeption, Interpretation und sozio-kulturellen Bedingungen methodisch zu reflektieren – und dies, ohne das bewährte Handwerkszeug der Musikwissenschaft ad acta zu legen. Das fmg stellt hierfür Kapazitäten und Vernetzungsmöglichkeiten bereit.
Grundlage des fmg ist eine Rahmenvereinbarung zwischen der HMTH und der Mariann-Steegmann-Stiftung zur Förderung von Frauen in Kunst und Musik.
Das fmg hat die Aufgabe, die Genderforschung im Fach Musikwissenschaft zu fördern. Der Stiftung liegt an der Unterstützung musikwissenschaftlicher und künstlerischer Aktivitäten, insbesondere durch Eröffnung und Vertiefung wissenschaftlicher Beziehungen im Universitäts- und Hochschulbereich, durch den Austausch von Forschungs- und Arbeitsmitteln und durch die Zusammenarbeit bei geeigneten Vorhaben.

### Forschungsarbeiten
Rode-Breymann ist Herausgeberin und Autorin zahlreicher Publikationen aus den Bereichen der Gender-Forschung, Musikgeschichte der Frühen Neuzeit, der Neuen Musik und der Musik der Jahrhundertwende. Seit 2006 finden in Hannover internationale Symposien statt, die zusammen mit der Forschungsgruppe Orte kulturellen Handelns unter der Leitung von Susanne Rode-Breymann initiiert wurden.

## Schriften (Auswahl)
- Brigitta Weber, Carsten Niemann (Red.), Susanne Rode-Breymann: Die Komponistin Alma Mahler-Werfel ( = prinzenstraße. Hannoversche Hefte zur Theatergeschichte, Doppelheft 10), mit einer CD-Rom (mit 3 Liedern von Mahler-Werfel), 1. Auflage, hrsg. vom Niedersächsischen Staatstheater Hannover, Hannover: Niedersächsische Staatstheater, 1999, ISBN 3-931266-06-0
- mit Nina Noeske, Annette Kreutziger-Herr als Herausgeberinnen: Jahrbuch Musik und Gender, Band 3, Gender Studies in der Musikwissenschaft. Quo vadis? Festschrift für Eva Rieger. Olms, Hildesheim 2010, ISBN 978-3-487-14494-8.
- Alma Mahler-Werfel. Muse-Gattin-Witwe. C.H. Beck, München 2014, ISBN 978-3-406-66962-0.